# Ceropectus
Ceropectus là một chi bọ cánh cứng trong họ 
Elateridae.
Chi này được miêu tả khoa học năm 1927 bởi Fleutiaux.

## Các loài
Các loài trong chi này gồm:
- Ceropectus cederholmi Ôhira, 1973
- Ceropectus messi (Candèze, 1874)